# ساکو چیبا
ساکو چیبا (انگلیسی: Saeko Chiba; ۲۶ اوت ۱۹۷۷ – ) خواننده، و صداپیشگی در ژاپن اهل ژاپن بود.